# Henry Cole
Henry Cole (Bath 1808, Londres 1882) fue un diseñador inglés del siglo XIX. Fue un hombre polifacético que trabajó en diversos oficios.

## Biografía
Fue un funcionario civil inglés, inventó la máquina de vapor que junto a un grupo de seguidores, inicia en su país en el año 1845 un movimiento que pretende eliminar la brecha existente entre el industrial y el artista o diseñador, y estimular así el gusto de los usuarios. En palabras del propio Cole, el objetivo central era “demostrar la unión del mejor arte con la manufactura”, había que reformar la producción, y pensando que “una alianza entre arte y fabricante promovería el gusto del público”, convenció a destacadas empresas de la época para que aceptaran la colaboración del proyectista en la elaboración de sus productos. Consiguió además que la Society of Arts instituyera un premio anual a lo mejor del diseño ornamental, y presentara a partir de entonces exposiciones de productos industriales, modestas en principio. El siguiente paso fue editar el Journal of Design and Manufactures, primera publicación sobre diseño en la historia, que circuló de 1849 a 1852.
Colaboró en una revista de diseño de la época, en donde se postulaba un diseño exento de ornamentación, funcional y útil. Probablemente su obra más relevante al mundo del diseño de producto sea un juego de té de color blanco inspirado en las vasijas griegas. Predomina en él la ausencia de decoración, relegada solamente a la tetera, que lleva decorada el asa y la tapa.
Fue uno de los mentores de la Exposición Universal de Londres en 1851, siendo uno de los encargados de escoger el proyecto para la construcción del recinto de la exposición, el cual ganó The Crystal Palace, de Joseph Paxton.
El punto final de la obra de Cole, nombrado director del Departamento Gubernamental de Ciencias y Artes, fue la fundación en 1852 del Museo de Artes Aplicadas, conocido a partir de 1899 como el Victorian and Albert Museum, probablemente la institución que cuenta con la colección de este tipo más completa hasta la actualidad, y el establecimiento de la primera escuela de diseño del país, que en el futuro habría de convertirse en el Royal College of Art, catalogado como uno de los mejores centros educativos de diseño industrial en el mundo.